# Adam Green
Adam Green (New York, USA, 1981. május 28.) amerikai énekes és dalszerző. A The Moldy Peaches nevű együttesben kezdett el zenélni Kimya Dawsonnal. 2004-ben kezdtek mindketten szólókarrierbe, ám Adam első albuma már 2002-ben megjelent Garfield címmel.
2008-ban ismét a figyelem középpontjába került a The Moldy Peaches a Juno című filmnek köszönhetően, melyben felcsendül az Anyone Else But You című szerzeményük. Adam leginkább Európában, főleg Németországban népszerű.

## Diszkográfia

### Albumok
- Garfield (2002. október 22.)
- Friends of Mine (2003. július 22.)
- Gemstones (2005. február 22.)
- Jacket Full of Danger (2006. április 24.)
- Sixes & Sevens (2008. március 18.)
- Minor Love (2010. január 8.)

### Kislemezek
- Baby's Gonna Die Tonight (Promo 2002)
- Dance With Me (2002)
- Jessica (2003)
- Friends Of Mine (2004)
- Emily (2005)
- Carolina (2005)
- Nat King Cole (2006)
- Novotel (Promo 2006)
- Morning After Midnight (Promo / Download 2008)
- Twee Twee Dee (Promo / Download 2008)
- What makes him act so bad (Promo / Download 2009)
- Buddy Bradley (Promo /Download 2010)

## Fordítás
- Ez a szócikk részben vagy egészben  az   Adam Green (musician) című angol Wikipédia-szócikk fordításán alapul.  Az eredeti cikk szerkesztőit annak laptörténete sorolja fel. Ez a jelzés csupán a megfogalmazás eredetét és a szerzői jogokat jelzi, nem szolgál a cikkben szereplő információk forrásmegjelöléseként.

## További információ
- Hivatalos oldal
- Adam Green a Facebookon
- Adam Green az Internet Movie Database-ben (angolul)